# Peter Klein (lekkoatleta)
Peter Klein (ur. 21 lutego 1959 w Schötmar) – niemiecki lekkoatleta, sprinter, medalista mistrzostw Europy, dwukrotny olimpijczyk. W czasie swojej kariery reprezentował Republikę Federalną Niemiec.

## Kariera sportowa
Zdobył brązowy medal w sztafecie 4 × 100 metrów (w składzie: Christian Zirkelbach, Christian Haas, Klein i Erwin Skamrahl) oraz odpadł w eliminacjach biegu na 200 metrów na mistrzostwach Europy w 1982 w Atenach. Na halowych mistrzostwach Europy w 1983 w Budapeszcie zajął 4. miejsce w biegu na 200 metrów.
Zajął 5. miejsce w sztafecie 4 × 100 metrów na igrzyskach olimpijskich w 1984 w Los Angeles. Na mistrzostwach Europy w 1986 w Stuttgarcie startował tylko w tej konkurencji, ale sztafeta RFN nie ukończyła biegu eliminacyjnego. Odpadł w ćwierćfinale biegu na 200 metrów na mistrzostwach świata w 1987 w Rzymie. Na igrzyskach olimpijskich w 1988 w Seulu zajął 6. miejsce w sztafecie 4 × 100 metrów. Odpadł w półfinale biegu na 200 metrów i eliminacjach biegu na 100 metrów na mistrzostwach Europy w 1990 w Splicie.
Klein był mistrzem RFN w biegu na 100 metrów w 1990 oraz wicemistrzem na tym dystansie w 1982 i 1987, a w biegu na 200 metrów mistrzem w 1990, wicemistrzem w 1987 i 1989 oraz brązowym medalistą w 1988 i (już zjednoczonych Niemiec) w 1991. Był również mistrzem RFN w sztafecie 4 × 100 metrów w latach 1979–1982 i 1984.
Czterokrotnie poprawiał rekord RFN w sztafecie 4 × 100 metrów do wyniku 38,54 s, uzyskanego 28 sierpnia 1988 w Koblencji.

## Rekordy życiowe
Peter Klein miał następujące rekordy życiowe:
- bieg na 100 metrów – 10,39 s (10 lipca 1987, Gelsenkirchen)
- bieg na 200 metrów – 20,66 s (8 sierpnia 1987, Schriesheim)